# Agrypnus beccarii
Agrypnus beccarii is een keversoort uit de familie van de kniptorren (Elateridae). De wetenschappelijke naam van de soort werd voor het eerst geldig gepubliceerd in 1880 door Ernest Candèze.